# آی‌پی‌بی
آی‌پی‌بی (به انگلیسی: Invision Power Board) (مخفف انگلیسی: IPB) نام سیستمی مبتنی بر PHP می‌باشد که برای ساخت تالارهای گفتگو اینترنتی به کار می‌رود. آی‌پی‌بی به علت کارایی فوق‌العاده بالا و در عین حال مدیریت ساده، برنده جایزه بهترین اجتماع‌ساز شده‌است.
نمونه‌ای از سایت‌هایی که IPB را برای خود انتخاب کرده‌اند می‌توان به سایت یاهو! که برای کارمندان سراسر جهان خود ساخته‌است اشاره کرد یا شرکت‌هایی همچون AMD,nVIDIA ,NASA، سونی و خیلی از شرکت‌های دیگر اشاره نمود. با توجه به ارائه نسخه سوم این انجمن‌ساز و با بهره‌گیری تکنولوژی آژاکس در بیشترین موارد لازم حداکثر قدرت را برای کاربران در این نسخه فراهم آورده‌است.